# Batalla de Sadad
La batalla de Sadad fue una batalla de la Guerra Civil Siria acontecida en octubre de 2013, cuando las fuerzas rebeldes atacaron la localidad cristiana de Sadad, cuya población habla arameo occidental moderno. Cuarenta y seis personas de origen asirios fueron masacrados por fuerzas rebeldes durante la batalla.

## Desarrollo

### Los rebeldes capturan Sadad
El 21 de octubre de 2013, el pueblo de Sadad, estratégicamente situado entre la ciudad de Homs y la capital de Siria, Damasco, fue invadido por militantes islamistas pertenecientes al Frente al-Nusra. El asalto empezó cuando dos terroristas suicidas de al-Nusra se hicieron detonar cerca de un pozo de gas, en las afueras del pueblo. En el momento del ataque, no había ninguna fuerza gubernamental o milicia en el pueblo, exceptuando a la policía local. Sadad cayó sin luchar cuando la estación de policía se rindió. Tras capturar Sadad, los militantes colocaron altavoces en la plaza mayor, llamando a los residentes a regresar a sus casas. Al menos 9 personas fueron asesinadas tras ser encontradas en las calles. 
La militancia opositora aseguró que el ataque no se había perpetrado por motivos religiosos, sino militares. Sin embargo, al concluir la batalla, se encontraron en Sadad casi 50 cadáveres de civiles, incluyendo a siete, tres de ellos niños, en un pozo. Se vio como posible razón para el ataque la presencia de suministros médicos en el hospital local y un arsenal militar cercano.

### El gobierno contraataca
En la mañana del 22 de octubre, los rebeldes aparentaron retirarse del poblado y se escondieron en los huertos y campos. El Ejército se dirigió allí para recapturarlo y fueron emboscados por estos. El 23 de octubre, los rebeldes se aprovecharon de su avance y capturaron algunas posiciones cerca del arsenal de armas, en la ciudad de Mahin. A medida que avanzaban, la Fuerza Aérea Siria lanzó ataques aéreos.
El 25 de octubre, Associated Press informó que centenares de civiles estaban atrapados en Sadad. El Arzobispo Silwanos Al-Nemeh indicó que la situación era grave y que se temía una posible masacre.
El 26 de octubre, el comandante de un batallón rebelde murió en enfrentamientos en Mahin y Sadad. La batalla también estaba tomando lugar en las áreas de Hawarin y al-Hadath. Algunas habitantes de Sadad consiguieron escapar de los vecindarios dominados por el Frente al-Nusra, que estaban siendo bombardeados por la artillería del ejército.
Para el 28 de octubre, el Ejército había expulsado a los islamistas y recuperado el control de Sadad. Los cuerpos de 46 civiles, incluyendo 15 mujeres, fueron descubiertos en Sadad tras la huida rebelde. El opositor Observatorio Sirio para los Derechos Humanos calificó el hecho como una masacre. Treinta de los fallecidos fueron hallados en dos fosas comunes. Otros diez civiles continuaron desaparecidos. Más de 100 soldados y 100 rebeldes, incluyendo a 80 terroristas del EIIL y al-Nusra murieron durante los enfrentamientos. Entre los muertos se encontraban también combatientes rebeldes extranjeros. Perseguidos por las fuerzas leales, los rebeldes se retiraron a las tierras de cultivo circundantes. La agencia de noticias gubernamental informó que los rebeldes habían vandalizado la Iglesia de San Teodoro de Sadad y gran parte de su infraestructura.

## Consecuencias
El 4 de noviembre, el ejército también capturó el área de al-Wastani, entre Mahin y Sadad. Un día después de recapturar la ciudad, el jefe del Partido Social Nacionalista Sirio de Sadad murió durante los enfrentamientos con rebeldes en las afueras.
El 5 de noviembre, los rebeldes lanzaron un gran ataque contra el depósito de armas en Mahin, en el que murieron 50 rebeldes y 20 soldados. El día siguiente, el OSDH informó que el bando opositor había conseguido capturar varios edificios en el complejo de 30 edificios, y una gran cantidad de armas. Una fuente gubernamental negó la captura e indicó que la lucha todavía seguía en curso.
El 15 de noviembre, fuerzas leales recapturaron el arsenal, así como las localidades de al-Hadath y Huwarin. Un comandante rebelde murió durante el último día de enfrentamientos en el área.